# Alfa Camelopardalis
Alfa Camelopardalis (α Camelopardalis, förkortat Alfa Cam, α Cam), som är stjärnans Bayer-beteckning, är en ensam stjärna i stjärnbilden Giraffen. Den har en skenbar magnitud på +4,29 och ligger på 6 000 ljusårs avstånd. Den är trots avståndet bara den tredje ljusstarkaste stjärnan i Giraffen, efter Beta Camelopardalis och CS Camelopardalis.

## Egenskaper
Alfa Camelopardalis är en blå superjättestjärna av spektralklass O9 Ia. Den har en massa som är ca 31 gånger solens massa, en radie som är ca 29 gånger solens radie och avger ca 620 000 gånger mer energi än solen från dess fotosfär vid en effektiv temperatur på ca 30 000 K. Stjärnan förlorar snabbt massa genom sin stjärnvind i en takt av ca 6,3 × 10-6 solmassor per år, eller motsvarande solens massa på 160 000 år.

## Kinesiskt namn
På kinesiska ingår Alfa Camelopardalis i 紫微右垣 (Zǐ Wēi Yòu Yuán), vilket betyder "Högra väggen av den lila förbjudna inneslutningen". Det anspelar på asterismen "Lila förbjudna inneslutningen" som består av Alfa Cam, Alfa Draconis, Kappa Draconis, Lambda Draconis, 24 Ursae Majoris, 43 Camelopardalis och BK Camelopardalis.